# Ilija Bosilj
Ilija Bašičević Bosilj (18. července 1895 Šid – 14. května 1972 Šid, Jugoslávie) byl srbský malíř a rolník. V mládí byl pastýřem, později začal pracovat na svých polích a vinících a teprve ve věku 60 let se dal na malířství. Popudem k tomu bylo zestátnění půdy včetně jeho pozemků. Jeho naivní obrazy byly vystavovány na výstavách v Bělehradě, Janově, Mnichově a řadě dalších míst. Jeho kresby, kvaše a olejomalby jsou jak v soukromých, tak veřejných sbírkách (například Centre Georges Pompidou či Collection de l´Art Brut in Lausanne). Řada děl pak skončila v galerii Ilijanum v rodném Šidu, kterému velkou část svého díla daroval před smrtí sám autor. Vytvořil asi dva tisíce prací.

## Galerie

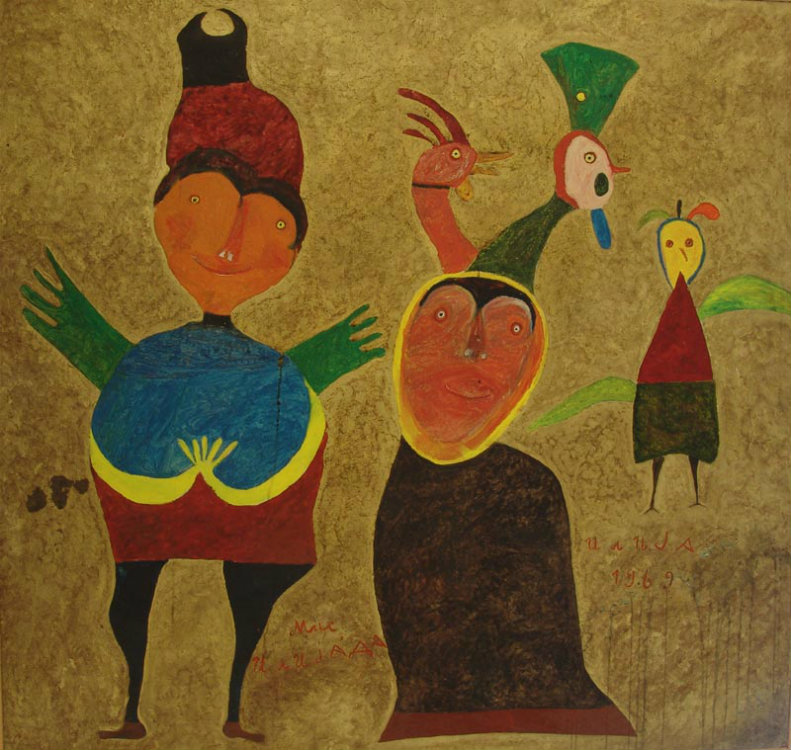
Mis Iliad. 1969. Olej na plátně. 115 x 120 cm.
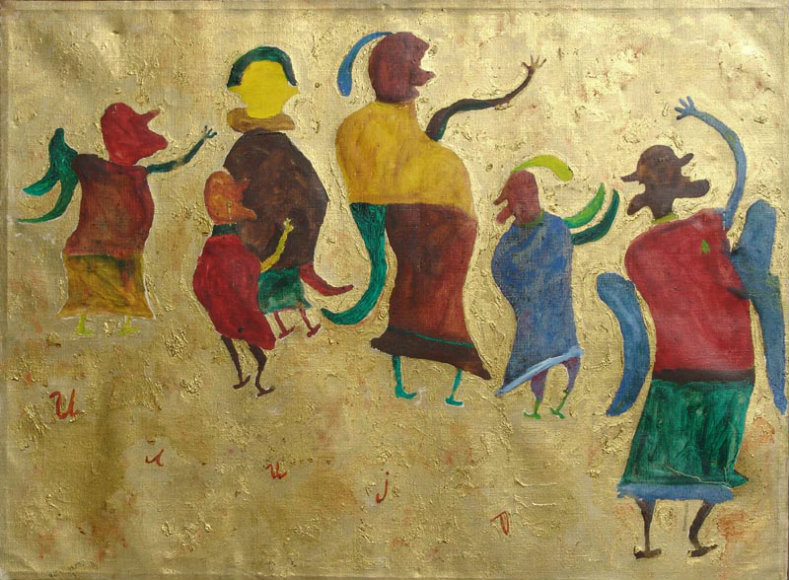
Přílet kosmonautů na Měsíc. 1965. Olej na plátně. 50 x 67 cm.